# Алі Чагри-хан
Алі Чагри-хан (д/н — 1160/1161) — 15-й каган Західнокараханідського ханства у 1156—1160/1161 роках. За загальною нумерацією Караханідів рахується як Алі II.

## Життєпис
Походив з алідської гілки династії Караханідів. Син кагана Гасан Кара-хана. Ймовірно після повалення батька 1132 року був увезений Ібрагімом Богра-ханом до Кашгару.
Згодом опинився на службі в каракитайського гурхана Єлу Їлі. Останній 1156 року після загибелі кагана Ібрагіма III призначив Алі новим каганом Західнокараханідського ханства, надавши тому титул чагри-хан.
Спочатку переміг та стратив вождя карлуків Аяр-бека. Втім частина карлуків на чолі із Лачін-беком втекла до хорезмшаха Іл-Арслана. 1158 року останній рушив проти Алі Чагри-хан. На допомогу тому каракитайський гурхан Єлу Їлі відправив 10-тисячне військо на чолі із ілек-туркменом Мухаммадом Богра-ханом. Втім у битві біля річки Зеравшан Алі Чагри-хан зазнав тяжкої поразки. За умовами миру карлуки поверталися свої землі, а хорезмшах отримав північну частину Мавераннахру з Бухарою..
Поступово зміцнив своє становище й став готуватися для боротьби з карлуками, але помер наприкінці 1160 або напочатку 1161 року. Йому спадкував брат Масуд-хан II.